# Picazo
Picazo es una localidad española deshabitada perteneciente al término municipal de Budia, en la provincia de Guadalajara.

## Historia
Constituyó siempre una pequeña aldea situada al inicio de una vega que nace en el lado sur de un páramo alcarreño y próxima a la Cañada Real Soriana, entre matorrales y pinares. Su población fue escasa, de tal manera que el siglo XIX estaba anexionada al municipio de Valdelagua y en los años 1960 se incorporó al de Budia.
A mediados del siglo XIX, el lugar contaba con una población censada de 36 habitantes. La localidad aparece descrita en el decimotercer volumen del Diccionario geográfico-estadístico-histórico de España y sus posesiones de Ultramar de Pascual Madoz de la siguiente manera:

PICAZO: v. del distr. municipal de Valdelagua, en la prov. de Guadalajara (7 leg.), part. jud. de Cifuentes (2), aud. terr. de Madrid (17), c. g. de Castilla la Nueva, dióc. de Sigüenza (8): sit. en un valle rodeado de cerros, goza de saludable clima: tiene 11 casas, la consistorial; una igl. parr. (La Asunción de Ntra. Sra.) servida por el cura de la de Valdelagua, de la que es aneja; fuera de la población hay una fuente de buen agua, que provee al vecindario. térm.: confina con los de Henche, Valdelagua, Castillo y Solanillos; dentro de él se encuentran varios manantiales y una ermita (El Niño Jesus): el terreno quebrado en su mayor parte, es flojo y de inferior calidad; le baña un pequeño arroyo de curso interrumpido; hay 4 montes, 2 de carrasca y otros 2 de roble. caminos: los locales, de herradura, en mal estado. correo: se recibe y despacha en la cab. del part. prod.: trigo, cebada, avena, vino, aceite, algunas legumbres, leñas de combustible y carboneo, y pastos, con los que se mantiene ganado lanar, cabrio, mular y asnal; abunda la caza de conejos, liebres, perdices, algún venado y corzo; muchos lobos y zorras. ind.: la agrícola y un molino aceitero. pobl.: 11 vec., 36 alm. cap. prod.: 213,400 rs. imp.: 15,132. contr.: 1,240.
(Madoz, 1849, p. 10)